# Sulduz
Pel comtat i regió històrica de l'Azerbaidjan Iranià (província de l'Azerbaidjan Occidental) vegeu Sulduz (comtat), i per la seva capital, a vegades esmentada com a Sulduz, vegeu Naghadeh.
Sulduz (Süldüz, també Suldus, Selduz i Seldus) fou una tribu mongola establerta a Transoxiana i turquitzada. El seu nom derivaria de sülde (bona sort) amb un sufix turc plural. Inicialment els suldus eren un clan de l'antiga tribu mongola dels tayichiud o taichi'ut (mongol: Тайчууд), que vivia al centre de Mongòlia, i fou rival dels naimans i aliada dels keraites.
El seu origen estaria en Sorkan Shira Sulduz que un dia va salvar la vida a Genguis Kan el que li va donar gran prestigi. Sorkan va ser el pare de Jilawkan i aquest de Sodo Noyon (o Sodun) els fills del qual (entre els quals Tudan) van anar a Pèrsia amb Hulagu; la mare d'Abaka era membre del clan; Malik, fill de Tudan, va participar en la conquesta del Kurdistan persa. Čoban, fill de Malik, es va destacar ja molt jove (vers 1290) en el regnat d'Arghun Khan, i després sota Ghazan (1295-1304) i Oldjeitu (1304-1316). En temps del dos darrers, Čoban és esmentat en una llista d'amirs en el segon rang després de Kutlugh Shah Mankut, però l'historiador que va redactar la llista afegeix que era més competent que tots els altres; tot i que Oldjeitu simpatitzava amb el xiisme, Čoban va restar sunnita. Al pujar al tron Abu Said Bahadur Khan (1316) Čoban va assolir la regència i el 1319 es va casar amb Sati Beg, filla d'Oldjeitu. Čoban va originar la dinastia dels Cobànides; amb la mort del seu net Hasan-i Küčik a Tabriz el 1343 els sulduz de Pèrsia deixen de ser esmentats excepte en comptades ocasions.
Els sulduz van sorgir com una de les quatre divisions assignades a Txagatai. Consta un Sulduz entre aquestes divisions i un Sulduz amir a Txagatai. Van esdevenir una tribu del nord de Transoxiana però no s'havien oposat al domini de Qazaghan que tenia el suport de les quatre tribus del sud i durant l'expedició de Qazaghan contra el kàrtides d'Herat el 1351, per exemple, Buyan Suldus fou l'únic líder d'una tribu del nord en participar; navegava entre les dues grans faccions; la seva actitud va canviar, tanmateix, quan Qazaghan va morir el 1358 i fou succeït pel seu fill, Abd Allah ibn Qazaghan. Abd allah planejava un control més gran sobre les tribus del nord i a més va establir la seva capital a Samarcanda. A Buyan, que governava el Čaghaniyan amb seu a Shadman, el molestava tenir una forta presència dels karaunes prop dels seus territoris i o be va donar suport a la revolta d'Hajji Beg, el líder de la tribu dels Barles, i de Bayazid Beg, líder de la tribu dels Jalayir (una tribu del nord amb centre a Khojend) o be va prendre la iniciativa en la revolta (hi ha referències de les dues versions a les històries contemporànies); el 1358 Buyan Suldus, va agafar el control del kanat de Txagatai (part occidental) però en fou desposseït el 1360 pel kan de Mogolistan (Txagatai oriental) Tughluq Timur, i posteriorment executat (1362). Una filla de Buyan Suldus va estar casada amb amir Husayn (el net de Qazaghan) i quan aquest va morir el 1370 fou una de les quatre esposes que es va quedar Timur. Una altra part de la tribu (qawm) governava a Balkh amb Oljei Bugha Suldus que si bé no torna a aparèixer esmentat, el 1364 si que s'esmenta al seu tuman a la regió de Balkh, quan l'amir era probablement Mengli Bugha Suldus, que tenia seu a la fortalesa de Uljau i era probablement germà o fill de Oljei Bugha. Abans una part de la tribu (una qabila) sembla haver-se escindit per lluitar contra Husayn dirigits per Tughluq Suldus. Després va haver-se de posar al servei d'Amir Husayn (el net de Qazagan) i de Timur; a la mort de Mengli Bugha, Timur va deixar heretar la tribu al seu fill Pir Ali Taz (aleshores es parla d'un hazara, més reduït que un tuman). Shaikh Muhammad Sulduz fou executat per Timur el 1376 o 1377 i el domini de la tribu concedit al seu fidel personal Aktemur Bahadur de qui va passar al seu fill Shaikh Timur, que encara dirigia les tropes Sulduz el 1390/1391; posteriorment apareix un amir Dawlat Timur, probablement fill de Shaikh Muhammad Sulduz, que també va dirigir tropes suldus; a l'entorn del 1400 encara apareixen alguns emirs sulduz a la zona de Shadman, entre els quals un fill de Mengli Bugha. Després de mort de Timur van conservar per un temps un cert poder local a Shadman.